# Casa Llaurador
|  | No s'ha de confondre amb Can Llaurador. |

La Casa Llaurador, també coneguda com del pont del carrer d'en Carabassa, és un edifici situat als carrers d'Avinyó i d'en Carabassa de Barcelona, catalogat com a bé cultural d'interès local. Actualment acull un centre del Consorci per a la Normalització Lingüística i l'escola bressol municipal Carabassa.

## Història
El 1768, Maria Antònia Corts i Balaguer, monja del monestir de les Jerònimes, i Maria Francesca de Valencià i Balaguer, vídua en segones noces del mariscal de camp de la Guàrdia Valona Felip Maximilià Wyts de la Bouchardrie (1697-1762),  com a hereves fideïcomissàries dels béns del magistrat de la Reial Audiència de Catalunya Josep Balaguer, van vendre unes cases als carrers dels Escudellers (actualment Avinyó), junt amb un pont sobre el carrer d'en Carabassa i un hort entre aquest i el d'en Serra, a Josep de Llaurador i de Vilana-Perles, fill del notari Josep Llaurador i de Çatorra i de Maria Emmanuela, germana de Ramon Frederic de Vilana-Perles i Camarasa, per 15.000 lliures barcelonines.
El 1786, el seu fill Felip de Llaurador i de Rovira va demanar permís per a reconstruir la façana del carrer d'Avinyó amb planta baixa, dos pisos i golfes i posar-hi un guardarrodes. El 1830 s'hi va establir el Reial Col·legi de Farmàcia de Sant Victorià, que va situar el jardí botànic annex a l'altra banda del carrer d'en Carabassa.
La propietat va ser heretada pel militar Fèlix Maria Robertí i Teixidor, que la va llegar a Francisca Borreguero y Ortuño, vídua del capità de navili José de Mendívil, i als seus fills Antoni, Josep, Maria, Manuela, Isabel i Lluïsa de Mendívil i Borreguero. El 1856 la vengueren als comerciants manresans Josep i Llogari Serra i Farreras (Serra Germans), que entre 1857 i 1858, van encarregar-ne la reforma al mestre d'obres Felip Ubach, que hi remuntà un tercer pis. Pel que sembla, la seva casa de comerç es va traslladar al Palau Savassona del carrer de la Canuda, també propietat seva, on Josep residia amb la seva família. El 1872, els germans Serra van fer la repartició de les propietats que tenien en comú, i Llogari (que morí l'any següent) va encarregar a l'arquitecte Elies Rogent la reforma dels baixos de la finca del carrer d'en Carabassa com a magatzem.

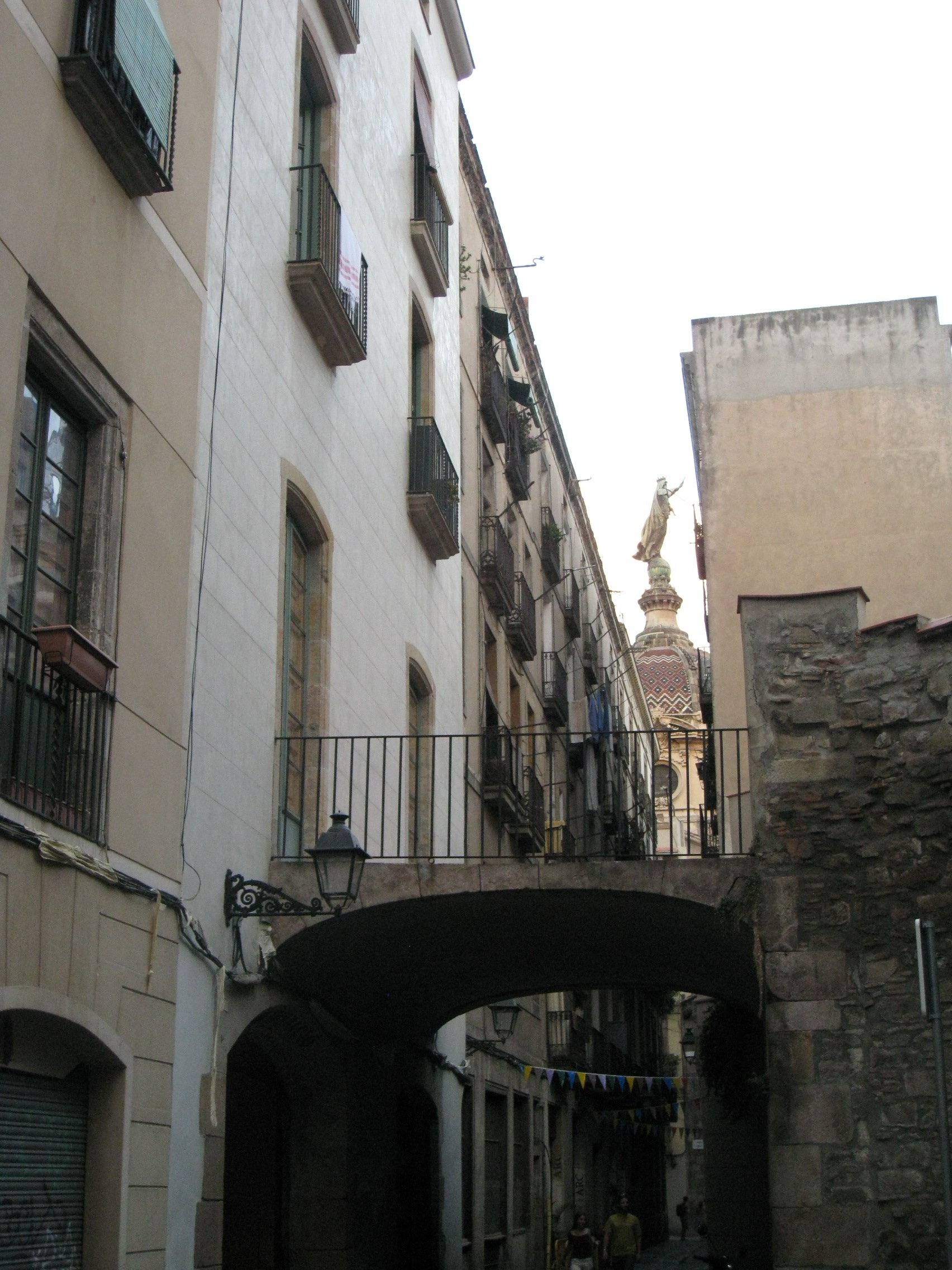
Pont del carrer d'en Carabassa

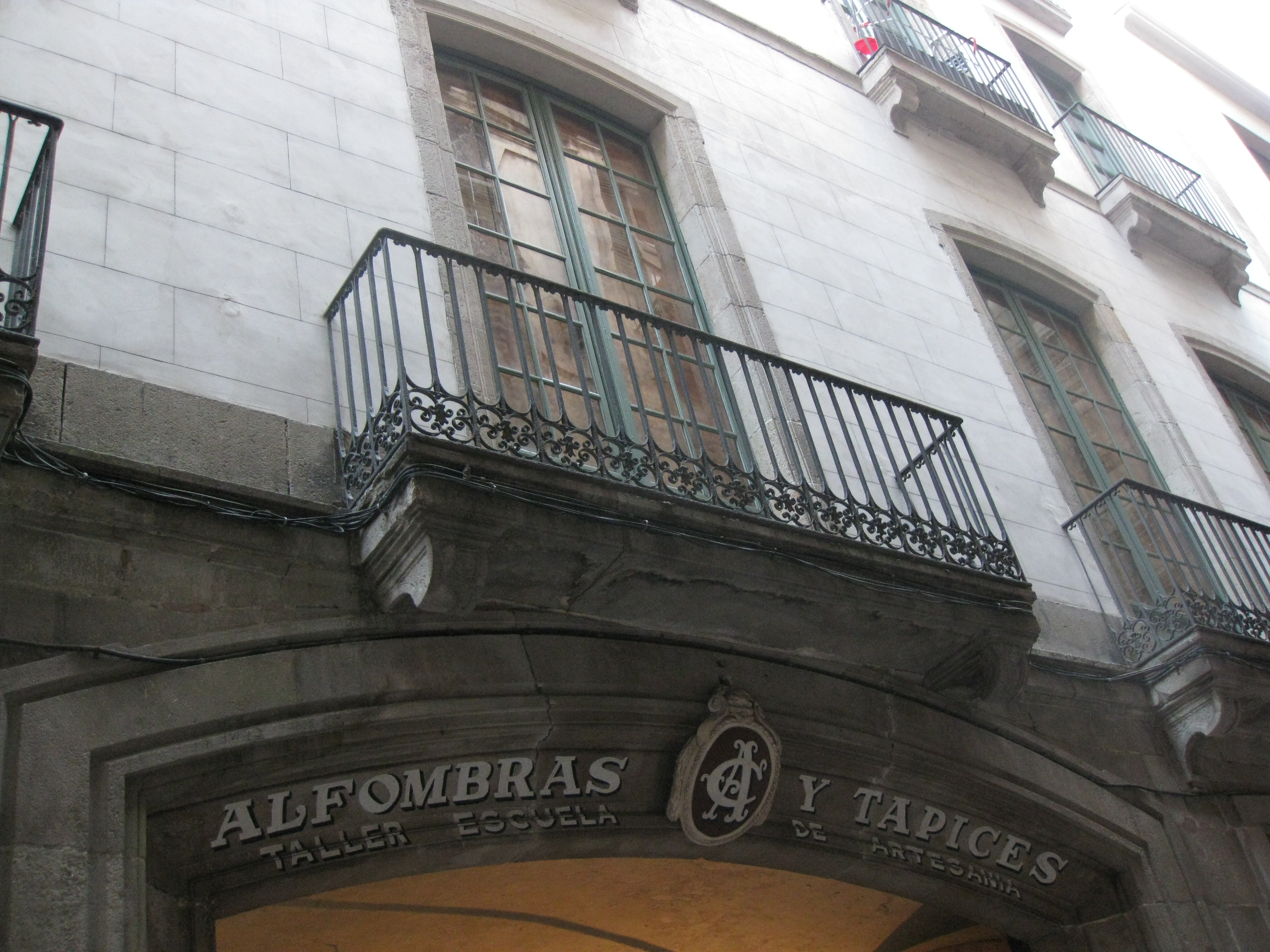
Llinda del portal del carrer d'Avinyó

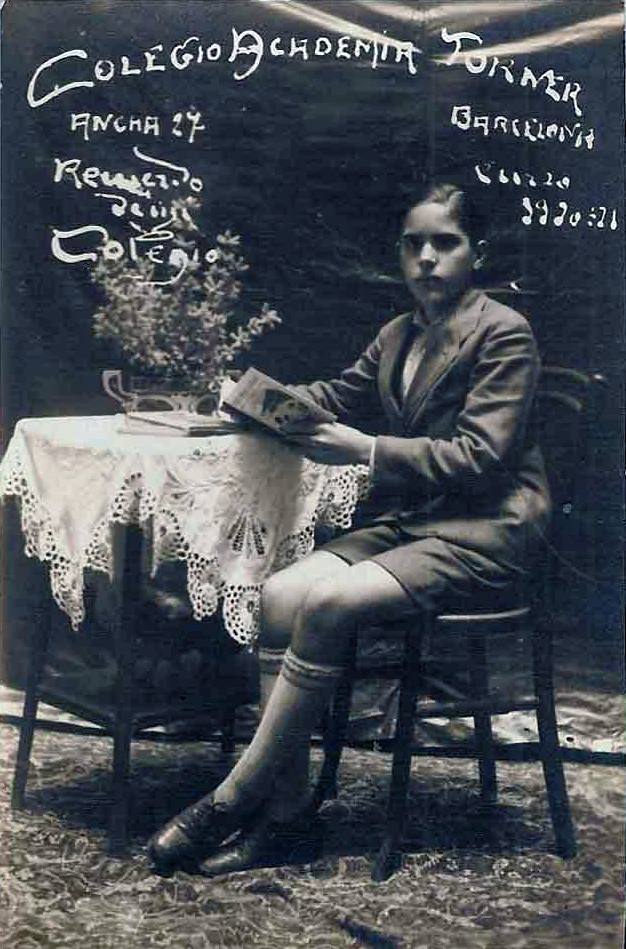
Retrat anònim. Final de curs 1920-1921, Colegio Academia Torner

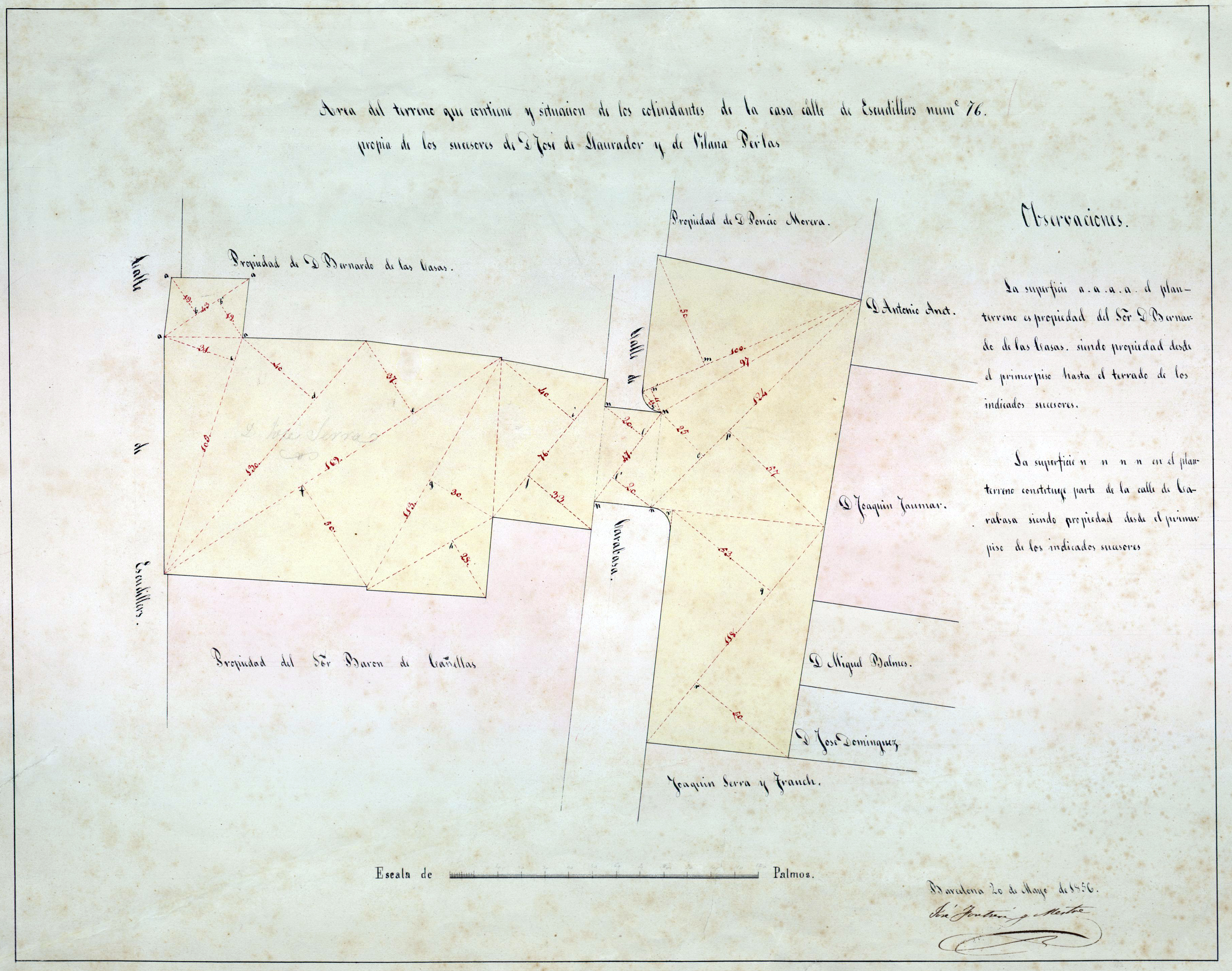
Plànol geomètric de la finca (1856)

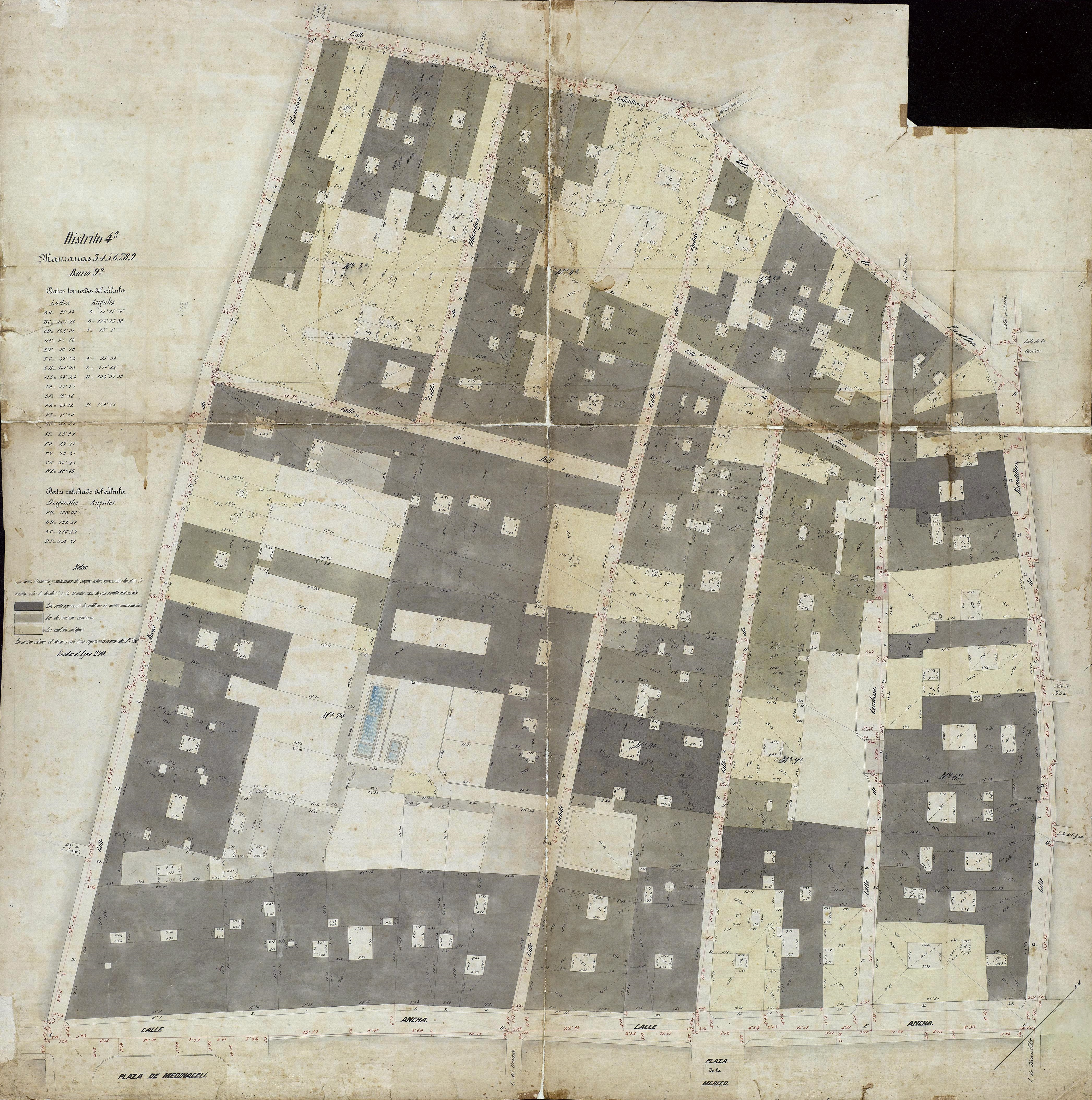
Quarteró núm. 113 de Garriga i Roca (c. 1860)

Segons fonts familiars, a finals de la dècada del 1920 es traslladà al primer pis de l'immoble l'Acadèmia Torner, fundada l'any 1916 per Jaume Torner i Forns al carrer Ample, 27 i d'Avinyó, 39, i que fins a finals dels anys 1990 impartia classes de preparació per al batxillerat, així com ensenyaments mercantils. A la dècada del 1940 hi havia als baixos la fàbrica i taller-escola de catifes i tapissos d'Albert Cid, de la qual es conserva un rètol (repintat) que diu ALFOMBRAS Y TAPICES. TALLER ESCUELA DE ARTESANIA i un escut amb les inicials AC entrellaçades a la llinda del portal del carrer d'Avinyó.
L'any 2001 es va aprovar un Pla Especial Integral (PEI), promogut per la immobiliària Estrucfort 2000 SL, que pretenia l'edificació de tres plantes sobre el terrat del carrer d'en Carabassa. Aquest pla fou objecte d'un recurs contenciós administratiu interposat per diverses associacions de veïns, encapçalades per la FAVB, i el 2006 el TSJC els va donar la raó, anul·lant-lo.

## Descripció
Consta de planta baixa, entresòl, principal, i dos pisos més, tot cobert per un terrat pla transitable. Actualment, a conseqüència del nou pla d'usos de l'edifici, les tres primeres plantes formen part de les instal·lacions del Servei per a la Normalització Lingüística de la Generalitat, mentre que el primer i segon pis encara mantenen la seva funció residencial.
L'accés es realitza des de la gran portalada central del carrer d'Avinyó, que dona accés a un gran pati descobert on es desenvolupa una escala noble de pedra que condueix a l'antiga planta noble de la finca. Es tracta d'una porta d'arc escarser que es troba flanquejada per sengles finestres ampitades que es corresponen amb les obertures dels espais comercials de la planta baixa. Una d'aquestes portes actualment allotja l'escala de veïns que condueix als habitatges del primer i segon pis.
El gran pati descobert de la casa es caracteritza per la gran escala monumental que condueix al pis principal i que presenta com a característica més rellevant la seva disposició en dos trams coberts amb volta d'aresta. El primer tram de l'escala s'obre al pati a través d'uns arcs escarsers que reposen sobre pilars, mentre que el segon tram ho fa a través de columnes que donen més lleugeresa a l'estructura al temps que li confereixen una fesomia més classicista. A sota d'aquest segon tram de l'escala, i tot seguint l'eix longitudinal de la finca, es localitza un arc adovellat de mig punt rebaixat que al temps que configura l'estructura de la volta (de maó) de l'escala noble dona pas als espais de la planta baixa, on actualment es localitza la recepció del centre, quatre aules i diversos espais de servei i emmagatzematge. Un primer espai organitzat mena de vestíbul i amb grans arcs de maó en sardinell, dona pas al celobert de la finca, al qual s'obren algunes de les dependències superiors a través de galeries i finestres i on es localitza l'escala que condueix al pis principal. Aquesta escala permet també l'accés al nivell d'entresòl.
El pis principal està ocupat actualment per nombroses aules, tallers i despatxos, alguns dels quals són fruit de compartimentacions contemporànies. Destaquen les fusteries de l'edifici, com portes dobles de gran alçada i les finestres amb contres de doble full motllurades. Alguns d'aquests espais encara conserven testimonis de la pintura mural que revestia els paraments. Destaquen especialment les estances que donen al carrer d'en Carabassa, on es conserva policromia a la sala de reunions i al despatx de la delegada, on, tot i el mal estat en què es troba el revestiment, encara es pot observar la seva tipologia amb plafons rectangulars verticals. Un dels espais més rellevants és un petit magatzem localitzat al costat de la sala de reunions on es localitza una àmplia mostra de revestiment parietal, molt ben conservat tot i que presenta algunes zones perdudes. Es tracta d'unes franges de color groc i blau disposades a manera de plafons i decorades amb motius florals i altres, en grisalla que reprodueixen motius vegetals i ornamentals amb daurats.
La façana posterior dona al carrer d'en Carabassa, el qual travessa amb un pont senzill que comunica amb els baixos del número 8 bis, construïts probablement abans del segle xviii, tot i que a l'interior hi havia voltes de maó sobre pilars de fosa, obra d'Elies Rogent i enderrocades el 2006.